# Ksenija di Pietroburgo
Ksenija Grigor'evna Petrova, Святая блаженная Ксения Петербургская (1719/1730 – 1803), è stata una religiosa russa, "Stolta in Cristo" vissuta nel XVIII secolo a San Pietroburgo durante il regno delle imperatrici Elisabetta e Caterina e venerata come santa dalla Chiesa ortodossa russa.
(Iscrizione commemorativa sul sepolcro di Ksenija, San Pietroburgo)

## Biografia
La sua vita viene narrata con dovizia di particolari nell'opera Raba Božia Ksenija, agiografia della santa redatta nel 1895 da Dimitrij Bulgakovskij.
Poco si sa sulle sue origini e sui primi anni della sua vita. Sposata con un ufficiale dell'esercito, il Maggiore Andrej Fëdorovič Petrov, rimase vedova all'età di 26 anni dopo la morte di quest'ultimo, stroncato in una festa dall'eccessivo alcool assunto. Le sue agiografie ci narrano che, sconvolta dal dolore per la prematura perdita e dal fatto che il marito fosse morto repentinamente senza aver avuto il tempo di confessarsi e comunicarsi, perse ogni interesse per la vita materiale e decise di seguire il cammino degli "Stolti in Cristo", così come erano chiamati coloro che, seguendo la lettera evangelica (Prima lettera ai Corinti 1:18-24, 2:14, 3:18-19) vivevano di carità vagabondando per le strade e disprezzando il proprio corpo, credendo in tal modo di prendere parte alla Passione di Cristo.
Iniziò così a vestirsi con gli abiti del marito, insistendo nel farsi chiamare Andrej Fëdorovič e ripetendo a chi incontrava che era Ksenija ad essere deceduta e non suo marito. Quando iniziò a distribuire le proprie case e i propri possedimenti ai poveri i suoi parenti si rivolsero alle autorità le quali la giudicarono tuttavia capace di intendere e di volere e di disporre come meglio gradiva dei propri averi, permettendo quindi alla stessa di regalare tutto quello che aveva. Iniziò in tal modo a vagabondare sola per le strade di San Pietroburgo, senza avere un posto dove ripararsi dal freddo e dalle intemperie e rifiutando sdegnosamente ogni offerta di aiuto da parte dei parenti che avevano cercato di farla interdire.
Quando l'uniforme rosso-verde di suo marito iniziò ad andare in pezzi, si vestì con degli stracci dello stesso colore. Poco dopo l'inizio della sua nuova vita lasciò Pietroburgo per 8 anni, viaggiando per la Russia al fine di ottenere istruzioni su come meglio indirizzare la propria vita spirituale dagli eremiti e dagli asceti cui faceva visita. Pare che un giorno, incontrando Teodoro di Sanaxar (commemorato il 19 febbraio), questi le avesse rivelato come la sua decisione di lasciare la vita militare (era infatti anch'egli un ufficiale dell'esercito russo) fosse dovuta allo shock di avere assistito alla morte, durante una festa a Pietroburgo, di un militare, che Ksenija credette dalla sua descrizione fosse stato il marito. Tale evento è descritto nelle agiografie di entrambi i santi.
Ritornata a Pietroburgo dovette sopportare inizialmente il disprezzo e gli insulti dei suoi concittadini per i suoi strani comportamenti. Il poco che riceveva di carità lo donava agli altri poveri e ogni notte la passava in veglia e in preghiera in un campo poco distante dalla città. Tale sua abitudine attirò ben presto le attenzioni della polizia zarista la quale, allarmata dal comportamento di Ksenija, investigò sulle sue occupazioni, permettendo infine alla stessa di continuare a vivere come meglio riteneva opportuno.
Presto la sua vita virtuosa iniziò tuttavia ad essere notata dagli abitanti della città che cominciarono a considerarla, seppur contro la sua volontà, una donna pia e capace di miracoli. Profetizzò alcuni eventi riguardanti la vita della città e persino della stessa famiglia reale e, all'avverarsi di queste profezie, iniziò ad essere visitata da un gran numero di persone.
Ksenija sopravvisse circa 45 anni dopo la morte del marito e spirò, probabilmente intorno al 1803, all'età di 71 anni. Fu sepolta nel cimitero pietroburghese di Smolensk.
Negli anni venti del XIX secolo la fama della santa aveva raggiunto picchi così alti che centinaia di persone arrivavano giornalmente a pregare sulla sua tomba, sopra cui, verso la metà del secolo, fu costruita una cappella.
Credenza popolare vuole che chi preghi in questa cappella possa ricevere guarigioni miracolose e possa essere liberato dalle proprie afflizioni.. In Russia è inoltre patrona di coloro che cercano lavoro, degli sposi, dei vagabondi e dei bambini sperduti. Viene anche invocata contro gli incendi. Glorificata dalla Chiesa ortodossa russa il 6 febbraio 1988, considerata una dei santi patroni della città di San Pietroburgo, è ricordata il 24 gennaio del calendario giuliano (6 febbraio di quello gregoriano).

## Leggende devozionali e miracoli

### In vita
Numerose leggende devozionali sono attribuite alla santa dalla Raba Božia Ksenija, di cui di seguito si elencano le più significative.

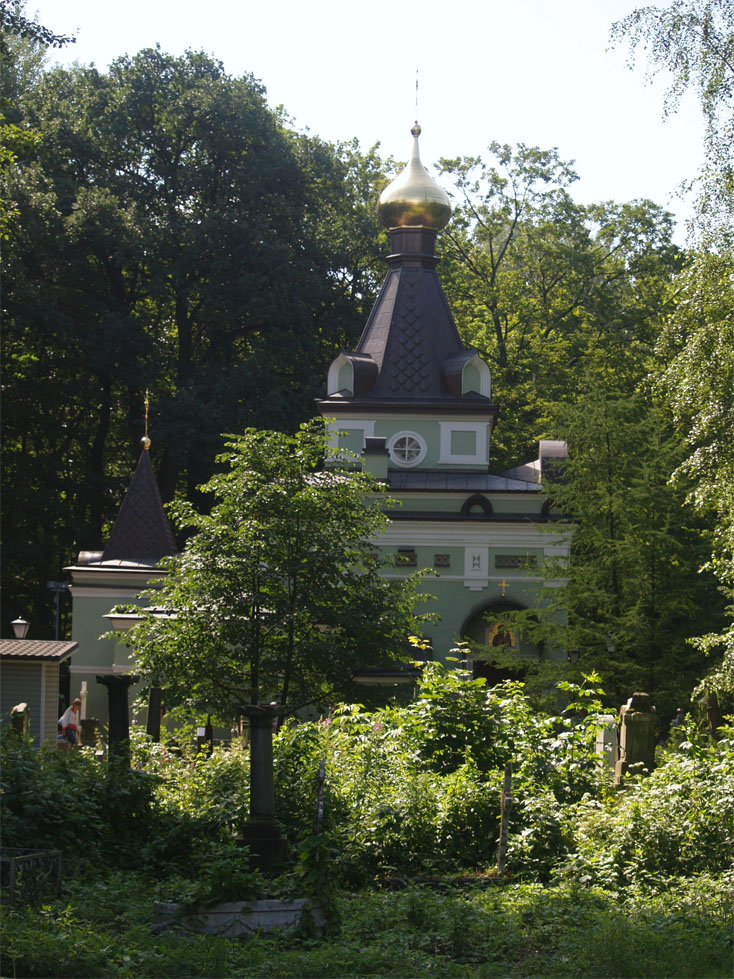
La cappella ove è sepolta Ksenija, sita nel cimitero di Smolensk a San Pietroburgo

- Viene narrato che Ksenija fosse di una mansuetudine proverbiale: niente riusciva a farle perdere la calma. Una sola volta i cittadini di San Pietroburgo la videro infuriarsi dopo che un gruppo di ragazzini avevano approfittato della condizione della santa per farle un pesante scherzo. In quell'occasione Ksenija perse le staffe e si mise ad inseguire la banda di ragazzi brandendo il suo bastone a mo' di minaccia e gridando loro contro "Caini, Giuda!". La venerazione degli abitanti della città per Ksenija fu tale che tutti i ragazzini che quel giorno l'avevano ingiuriata furono processati e puniti a vergate davanti alla stessa[3].
- Le doti di chiaroveggente della santa si palesarono innumerevoli volte. L'aneddoto più famoso è forse quello che la vede apostrofare la figlia di una sua conoscente con le parole "Tu, qua, stai bevendo il caffè, mentre tuo marito nell'Otha sta seppellendo sua moglie". Spaventate ma incuriosite dalle parole della Stolta, la ragazza e la madre si recarono nel quartiere di Pietroburgo indicato loro dalla santa, dove assistettero alla conclusione del funerale di una giovane donna. Poche settimane dopo la ragazza a cui Ksenija aveva rivolto tali parole sibilline, avrebbe sposato il vedovo.
- Secondo la leggenda, Ksenija ebbe prima di morire la visione di suo marito insieme a lei per sempre in paradiso. Con questo si voleva mostrare che la vita di sacrificio di Ksenija per amore del marito morto fosse stata davvero efficace per la salvezza dell'anima di entrambi.

### Dopo la morte
Dopo la morte della santa le sue apparizioni e i miracoli a lei attribuiti dalla devozione popolare, lungi dal diminuire, si fecero sempre più frequenti, come dimostrano gli aneddoti di seguito elencati, tratti dall'agiografia precedentemente citata e dal Russkaja Starina, periodico russo redatto alla fine del XIX secolo.
- Una proprietaria fondiaria di Pskov, venuta a conoscenza da un'amica della capitale della vita di Ksenija e dei miracoli che a lei erano attribuiti, pregava tutte le sere la santa affinché la proteggesse. Una notte sognò quest'ultima che, vestita dei suoi tipici stracci rosso-verdi, girava intorno alla sua casa aspergendola d'acqua. La mattina dopo un fienile si incendiò a pochi metri dall'abitazione: proprio quando il fuoco aveva iniziato a lambire la casa questo si estinse senza l'intervento di nessuno.
- Una pia nonché facoltosa donna della capitale, rimasta vedova, commissionò la costruzione di una cappella votiva sopra la tomba della santa, all'interno della quale era solita pregare affinché la sua unica figlia trovasse marito. Un giorno i suoi desideri sembrarono avverarsi poiché un colonnello dell'esercito imperiale, giunto in città, si era invaghito della giovane donna e l'aveva chiesta in sposa alla madre che vi aveva acconsentito. La giovane non aveva tuttavia intenzione di sposarsi con il militare ma, poiché era stata costretta dalla madre ad accettarne la corte, passava le giornate piangendo presso la cappella votiva e pregando disperata Ksenija. La vigilia delle nozze, essendosi recato alla tesoreria statale per ritirare dei rubli che gli spettavano per il servizio militare, il colonnello incontrò una guardia che, dopo averlo osservato riconobbe in lui un forzato fuggito dalla deportazione in Siberia. Arrestato il finto colonnello raccontò di come aveva preso il posto del vero graduato, uccidendolo dopo che questi si era offerto di trasportarlo sulla propria carrozza. L'evaso fu giustiziato mentre le due donne ringraziarono con ferventi preghiere Ksenija per averle liberate da tale individuo[3].
- A proposito della venerazione della santa come patrona di chi cerca lavoro, sono innumerevoli le leggende agiografiche che raccontano di come giovani e anziani giunti a Pietroburgo alla ricerca di un impiego come dottori o funzionari statali, avessero ottenuto il posto agognato dopo aver pregato fervidamente presso le spoglie della santa e, a volte, dopo aver fatto celebrare una messa in suffragio per la stessa.
- La granduchessa Ksenija Romanof, ultima della famiglia degli zar, fu chiamata Ksenija in onore della santa. La leggenda racconta infatti che, quando suo padre, lo zar Alessandro III, era gravemente malato, santa Ksenija apparve in sogno alla moglie dello zar, annunciandole la guarigione di Alessandro e la nascita di una bambina. Quando la profezia del sogno si avverò, alla bambina fu posto il nome di Ksenija. Fu poi l'unica della famiglia a sfuggire alla condanna a morte da parte dei comunisti, rifugiandosi alla corte reale di Londra.